# Ficina (alcaloide)
No confundir con Ficina, enzima.
La Ficina es un alcaloide pirrolflavonoide aislado de Ficus pantoniana (Moraceae). Es un compuesto que presenta actividad vermicida. Es un agente proteolítico.

## Reacciones
Este compuesto transpone el anillo de pirrolidina a la posición 6 en presencia de ácido clorhídrico.

## Etimología
El nombre fue asignado por hallarse en especies del género Ficus. En inglés el término se escribe Ficine, mientras que la enzima ficina se escribe como Ficin.